# TEX & Sun Flower Seed
TEX & Sun Flower Seed（テックス・アンド・サン・フラワー・シード）は、日本のミクスチャー・ロックバンド。レゲエやスカを軸にしたサウンドのレベル・ミクスチャー・バンドで、東京を中心に活動。2002年結成。2011年に改名。以前は『TEX & the Sun Flower Seed』名義で活動していた。メンバーは様々なバンドで活躍中。数々の海外ツアーを行っている。略称は『TEX』。

## バンドの特徴
結成当初はJ-POP+レゲエ＝ポゲエバンドとライブやテレビ、ラジオ、雑誌などで表現していたが、最近ではレゲエを軸にPACHANGA、クンビア、Rock Latinoなどを取り入れたレベル・ミクスチャー・バンドになっている。
『フジロックフェスティバル』『SUNSET LIVE』『TOYOTA ROCK FESTIVAL』を始めとする野外フェスに出演する傍ら、『WORLD PEACE PARADE』『アースデイ東京・千葉』『earth garden』『沖縄うるま十十平和祭り』『Peace Music Festa!辺野古』『さようなら原発1000万人アクション』『選挙フェス』など、社会性の強いイベントへの出演も数多い。また、ソーラーパネルを使用しての太陽光発電ゲリラライブは彼らの真骨頂の一つ。
2006年、フジロックフェスティバル2006のROOKIE A GO-GOに出演。
2008年に敢行した初の海外ツアーはレベル・ミュージックの本場バスク地方（スペイン）で行っている。
2011年、5thアルバム『1945』にはEKD、MATE POWER（from Germany）、MIXに河村博司など多彩なゲストを迎えている。9月には、二度目となる海外ツアー「FIGHT FOR RIGHTS SOUTH EUROPE TOUR 2011」を敢行。
2012年8月には、三度目となる海外ツアー「RADICAL MUSIC NETWORK SOUTH EUROPE TOUR 2012」を敢行。世界最大級のレゲエフェスティバル「Rototom Sunsplash」に日本人バンドとして初出演。更に今まで行っていたワンマンライブを元に、JAPONICUSとの共同イベント「RITMO SOLAR」を立ち上げる。現在Vol.17までに毎回フジロックフェスティバルに出演の海外アーティストを招聘している。
2013年、JAPONICUS DISCOSから初の日本人アーティストとして、ドイツのRUDE & THE LICKSHOTSとのSplit 7inch『INDEPENDENT LUCHA LIBRE』を発売。
2015年、最も尊敬するとされるフェルミン・ムグルサのバックバンドとして『RADICAL MUSIC NETWORK夏』、フジロックフェスティバルに出演、フジロックフェスティバルでは他にもWhite Stageでバルセロナの人気No1バンドTxarangoと共演。10月、「RADICAL MUSIC NETWORK SOUTH EUROPE TOUR 2015」を決行。マヌ・チャオ主催のスペイン、バルセロナ最大のロックフェス「Esperanzah!」にてFERMIN MUGURUZAのバックバンドとして登場。Esperanzah!ではTb鉄観音がManu Chaoのステージに登場、共演を果たす。その他国内では、騎馬武者ロックフェス、アースガーデン他、多数のフェスに出演。
2016年6月、前年のEsperanzah!の好評により、バルセロナ各地の野外フェスに出演。再びFERMIN MUGURUZAのバックを務めたり、LIVEのゲストにTxarango、JUANTXO SKALARI、Che SudakaのLEOを迎えるなど、大成功のうちに終える。FERMIN MUGURUZAのアルバム「Black is Beltza ASM Sessions」の収録曲「La Negra Flor en Rambla Santa Monica」のレコーディングに、Tb.鉄観音とKey.yu-koが参加。7月、韓国の野外フェス「Stepping Stone」に出演。12月に6thアルバムをユニバーサルミュージックから発売。このアルバムのゲストにフェルミン・ムグルサ、ESNE BELTZA、THEATRE BROOKの佐藤タイジ、SHOW441が参加。 
2017年7月、MIMI MAURAのバックバンドとしてフジロック・フェスティバルのカフェ・ド・パリとクリスタルパレスに出演。SERGIO ROTMAN（Los Fabulosos Cadillacs）と共演。9月、台湾ツアー。10月、Vocal.てつが朝霧JAMのメインステージにTXARANGOのゲストで出演。11月、スペイン、マヨルカ島のメスティソロック・ラテンスカバンド、DINAMOの新曲「HOY」のレコーディングにVo.てつが参加。同作のミュージック・ビデオにも出演した。
2018年9月、再びバスクとカタロニアでのヨーロッパツアー敢行。
2020年4月、SPACE SHOWER MUSICより初のベスト・アルバム発売。10月、初の冠ラジオ番組「TEX & SUN FLOWER SEEDのJ-ポゲエ電波ショー」がREDS WAVEでスタート。
2022年3月、REDS WAVEのラジオ番組が終了。7月、ミュージックバード制作の冠ラジオ番組「TEX & SUN FLOWER SEED『太陽のリズム』」が全国コミュニティFM局にて放送開始。

## 略歴
- 2002年：本格始動開始
- 2003年
  - 6月：1stミニアルバム『ONE WORLD』リリース
  - 12月：2ndミニアルバム『Natural Vibration』リリース
- 2004年
  - 3月：TEX & Sun Flower Seed企画「A Happy Seed」開催＠原宿アストロホール（ゲストに喜納昌吉&チャンプルーズ、寿、他）
  - 5月：ジャマイカ〜日本 国交40周年記念 ONE LOVE JAMAICA FESTIVAL ボブ・マーリー SONGSDAY特別賞受賞
  - 9月：3rdミニアルバム『A seed』リリース（ダイキサウンド・ワールドランキング初登場1位）（タワーレコード＠tower.jpにてJ-INDIES Weeklyチャート第5位）3rdアルバムのセールス好調に伴い、2ndと3rdから5曲、カラオケに収録される。
  - 11月：新潟県中越地震チャリティーライブ開催　キリバスラジオ「Radio Kiritimati」で2曲オンエア
- 2005年
  - 4月/9月：愛知万博瀬戸会場内のイベント「Big Familyアートフェスタ」出演
  - 8月：福岡放送の5番組において『雲が流れて』がMVオンエア・エンディングBGMとして使用される
  - 9月：カトリーナ襲来・ニューオリンズ復興チャリティーライブ開催　SunSetLive 2005（福岡）に出演
  - 10月：日比谷野外音楽堂にて喜納昌吉&チャンプルーズを中心とするイベント『戦争よりも祭りを!』のオープニングアクトを務める。スティーヴン・セガール、ロリーナ・バヤッカ、アメリカ先住民ホピ族、アメリカ先住民イロコイ連邦、ベンジャミン・フルフォード、アル・アンダーソン（ボブ・マーリー&ザ・ウェイラーズのギタリスト）らと共演。
  - 11月：ソウル・フラワー・アコースティック・パルチザンに、パーカッションでDr.けんじ参加。沖縄、札幌を含む全国7か所を回る。Vo.助安、単身クリスマス島/キリバスに渡り、連夜のストリートライブを決行、人口4000人のこの島で700人を動員

- 2006年7月：フジロックフェスティバル'06に出演。（Rookie A GO-GO）
- 2007年
  - 5月：Natural High!〜アースデイ・キャンプ〜に出演
  - 11月：早稲田大学文化祭「早稲田祭」に出演
- 2008年
  - 7月：4thアルバム『circle of LIFE』リリース（リコ・ロドリゲスがゲスト参加）。Vo.助安、TVドラマ「一杯いきますか!!」のテーマソングを歌う
  - 10月：初の海外ツアー（バスク州・スペイン）決行
- 2009年11月：レコチョク限定配信の新曲3曲発表
- 2010年：九州〜四国ツアー。代々木公園のアースデイ、earth garden、Natural High!〜アースデイ・キャンプ〜、Peace Music Festa!辺野古2010に出演
- 2011年
  - 4月：東北地方太平洋沖地震チャリティー・ワンマンライブ開催
  - 5月：Natural High!〜アースデイ・キャンプ〜に5年連続出演
  - 6月：5thアルバム『1945』リリース
  - 7月：1945発売記念TOURスタート フランス領バスクを含む国内外20ヵ所TOUR、RADICAL MUSIC NETWORK 2011　MESTIZO FIESTA PARTY出演
  - 8月：蔵王 龍岩祭 2011出演
  - 9月：二度目となる海外ツアー（フランス・バスク州）決行
  - 10月：BAD SOUND SYSTEM（バスク州）のツアーサポートを行う
  - 12月：二度目となるワンマンライブをAOYAMA CAYにて開催。ゲストに和気優（JACK KNIFE）、EKD、Rude Hi-Fi（Italy）等出演
- 2012年
  - 1月：earth garden出演
  - 2月：さようなら原発1000万人アクションに賛同・出演
  - 3月：大貫憲章企画のGroovy Rock Caravanにゲスト出演
  - 5月：自主企画『RITMO SOLAR＜MESTIZO FIESTA PARTY＞』開催、INTI(フランス)のツアーサポートを行う
  - 7月：RADICAL MUSIC NETWORK 2012に出演、さようなら原発1000万人アクションに出演
  - 8月：三度目となる海外ツアー（スペイン・バスク地方）決行、世界最大のレゲエ・スカイベント、Rototom Sunsplash 2012「SKA CLUB」に日本人バンドとして初出演
  - 9月：ROY ELLIS aka Mr.Symaripのツアーサポートを行う
  - 10月：BUNNY GANG feat.NATHEN MAXWELL of フロッギング・モリーのツアーサポートを行う、TOYOTA ROCK FESTIVAL 2012に出演
  - 11月：CAPITAN TIFUS（アルゼンチン）のツアーサポートを行う。自主企画『RITMO SOLAR＜MESTIZO FIESTA PARTY＞ vol.02』を開催
- 2013年
  - 7月：『RADICAL MUSIC NETWORK夏』ではこの年のフジロックフェスティバルに出演、6年ぶりの来日となるフェルミン・ムグルサと初の共演。DJ SCRATCHYとは三度目の共演を果たした。2008年からTEX&SFSが日本語でカヴァーしているFERMIN MUGURUZAの「LA LINE DEL FRENTE」が認められ、フジロックフェスティバル（オレンジコート、土曜日）ヘッドライナーのステージにvo.てつが招聘され共演を果たした。それをきっかけに8月、フェルミンの「ZULOAK feat ASTHMATIC LION SOUND ANTI-SYSTEM aka FERMIN MUGURUZA JAPAN TOUR 2013」にCARIBBEAN DANDYの藤井悟、DJ TXAKOと共に全行程に参加。
  - 8月：JAPONICUS DISCOSから初の日本人アーティストとして、ドイツのRUDE & THE LICKSHOTSとのSplit 7inch『INDEPENDENT LUCHA LIBRE』を発売。発売後すぐにSOLD OUT。
  - 10月：『RADICAL MUSIC NETWORK秋』では朝霧JAMに出演し話題となったLA PEGATINAと共演。
- 2015年
  - 7月：フェルミン・ムグルサのバックバンドとして『RADICAL MUSIC NETWORK夏』、フジロックフェスティバルに出演、フジロックフェスティバルでは他にもWhite Stageでバルセロナの人気No1バンドTxarangoと共演。
  - 10月：RADICAL MUSIC NETWORK SOUTH EUROPE TOUR 2015を決行。Manu Chao主催のスペイン、バルセロナ最大のロックフェス、Esperanzah!にてFERMIN MUGURUZAのバックバンドとして登場。Esperanzah!ではTb鉄観音がManu Chaoのステージに登場、共演を果たす。その他国内では、騎馬武者ロックフェス、アースガーデン他、多数のフェスに出演。
- 2016年
  - 6月：2015年のEsperanzah!の好評により、バルセロナ各地のビックフェスに出演。再びFERMIN MUGURUZAのバックを務めたり、LIVEのゲストにTxarango、Che SudakaのLEO、JUANTXO SKALARIを迎えたり、Tiken Jah Fakolyとの競演を果たすなど、大成功のうちに終える。
  - 7月：韓国の野外フェス「Stepping Stone」に出演。
  - 11月：7枚目のアルバムをユニバーサルミュージックから発売。このアルバムのゲストにフェルミン・ムグルサ、ESNE BELTZA、THEATRE BROOKの佐藤タイジ、SHOW441が参加。
- 2017年
  - 7月：MIMI MAURAのバックバンドとしてフジロックフェスティバルのカフェ・ド・パリとクリスタルパレスに出演。SERGIO ROTMAN（Los Fabulosos Cadillacs）と共演。
  - 9月：台湾ツアー。
  - 10月：Vocal.てつが朝霧JAMのメインステージにTXARANGOのゲストで出演。佐々木大樹（Guitar）の脱退により、助安哲弥（Vocal）の中学生時代の同級生、中田明男（Guitar）が正式メンバーに。
- 2018年
  - 5月：La PegatinaのRuben Sierraがパーソナリティを勤めているバルセロナのラジオ番組「Casa Babylon」でプッシュされる。
  - 9月：サウスヨーロッパツアー。
- 2020年
  - 4月：SPACE SHOWER MUSICより初のベスト・アルバム発売。浦和FM Reds Waveにて初の冠FM番組「TEX & SUN FLOWER SEEDのJ-ポゲエ電波ショー」スタート。
- 2022年7月：全国のコミュニティーFM冠番組「TEX & SUN FLOWER SEED 太陽のリズム」スタート。TOKYO FMとミュージックバードから厳選された番組がアーカイブされる「AuDee」に選出される。
- 2023年9月：オーガニックフェスタ in いわて2023出演。
- 2024年10月：earth garden "秋" 2024出演。
- 2025年：スタンドFMにてラジオ放送開始。

## メンバー
- 助安哲弥 / Vocal, E.Guitar, Blues Harp

Birth Of The Band　本格始動当初はライブではギターは弾いていなかった。最近ではリズムギターとして定着している。ハープやウクレレなどもライブで披露したことがある。単身インドやキリバスなどに渡りライブを行っている。Earth Day、earth garden、Natural High!〜アースデイ・キャンプ〜、蔵王 龍岩祭などでは司会者としても活動。難波章浩、喜納昌吉、三宅洋平、佐藤タイジ、梶原徹也、元晴（元SOIL&"PIMP"SESSIONS）との親交も深い。ダライ・ラマ法王とも直接二度面会している。バンドの発起人。
- 鉄観音 / trombone,cho

2003/03加入　G☆T HORNSの元メンバー。G☆T HORNS時代に三宅伸治や二井原実をはじめとする、数多くのアーティストと共演。G☆T HORNS解散後は様々なバンド、ホーンセクションに参加。MIQの30周年記念ライブでは、森口博子や山形ユキオと共演。JAPONICUSを通じ、MATE POWER（ドイツ）、Rude Hi-Fi（イタリア）、GUAKA（フランス）、BUNNY GANG feat.NATHEN MAXWELL of フロッギング・モリー（アメリカ）、CAPITAN TIFUS（アルゼンチン）など、ジャンル、国境を問わない数多くのバンドでライブやレコーディングに参加している。ツアーサポートをしているバンドに参加することも多い。MATE POWERでは『フジロックフェスティバル'11』に出演・梶原徹也と共演。「ONE WORLD」ではサポートメンバーとして、本名（吉田幸生）でクレジットされている。2015年、バルセロナ最大の野外フェスEsperanzah!ではManu Chaoのステージに登場、共演を果たす。
- 児島敏幸 / bass,cho

2017/07加入
- アッキー / E.Guitar

2017/10加入　1993年よりLabien Rose、BBA、土曜の夜は、等都内ライブハウスでギタリストとして活動。はたけ、鮫島秀樹、樋口宗孝のツアーサポート。マリンバ奏者shinsukeデビューアルバムレコーディング。元GRAPEVINE・西原との企画CD製作。ハロー!プロジェクト公式サイトの着メロ製作等、活動は多岐にわたる
- いっさ / Saxophone,cho

2015/09加入　Rollingsのサックスとしても活動。舞台「賭博黙示録カイジ」の劇伴演奏などにも参加。
- ふくだたくと / Drums

2022/04加入　

### 過去に在籍したメンバー
- 水口彰太 / Drums,cho
- 冨山 渡 / trumpet,keyboard,cho
- 中尾一貴 / per,cho
- 佐々木大樹 / guitar,cho
- マーシ / bass,cho
- Yu-ko / keyboard,cho
- 佐藤けんじ / Drum,Percussion,cho
- 相馬 一仁 / Guitar,cho
- 和田武 / Guitar,cho
- 真島 信行 / Percussion,cho
- 西崎ケータ / Guitar,cho
- 藤浦 崇之 / bass
- 本多 慶舟 / bass
- 茉莉花 / bucking Vocal,cho
- 育 / bucking Vocal,cho
- 吉原 久美子 / Trumpet,cho
- 狩俣たろー / alto saxophone,tenor saxophone
- 奈々子 / cho
- 助安 葉子 / cho

## ディスコグラフィー

### Original Works
- ONE WORLD  2003/06/21

GREEN
White Fish
what do you see
ONE WORLD
Leaf Child
BEGIN
- Natural Vibration  2003/12/17

Alright!!
みんな
歩こう
happy all the time
ステレオ
森の中では
- A Seed  2004/09/10

Introduction〜A HAPPY SEED〜
明日のタネ
ハレルヤ
YO-こそ
雲が流れて
バナナ
Big Up!
- circle of LIFE  2008/07/09

LIFE
白と黒 feat.リコ・ロドリゲス(ex.スペシャルズ,スカタライツ etc.)
群星の空
Re:born
TRY
waking with you (a.k.a.歩こう)
100年後の世界
きっと誰でも
いのち
- 1945  2011/06/21

Fight for Rights feat.King-Spider-Nao & EKD
Spiral Over Head Shoot
NaNaNaNa
下北Tribe feat.MATE POWER
69★Fellar
El Padrino feat.King-Spider-Nao
mother
Beer Up!!
1945（sympathy for Partizan Spirits）
A! So! VIVA!

- 人々が団結する限り負けることはない  2016/12/14

Message （feat.佐藤タイジ）
8年後の満月  Red Valley （feat.ESNE BELTZA）
One Voice
La Linea Del Frente （feat.FERMIN MUGURUZA / SHOW441）
04
Truth of madman
権力者
La vuelta al mund
- TEX & SUN FLOWER SEED BEST「100年後の世界」  2020/4/22（アースデイ）

100年後の世界（アコースティックVer）  雲が流れて   TRY   Yo-こそ   森の中では   GOLD   mother   白と黒 [feat. Rico Rodriguez]   Inner Peace   Life   下北tribe [feat.MATE Power]   Message [feat.佐藤タイジ]   La Linea Del Frente [feat.FERMIN MUGURUZA _ SHOW441]   Red Valley [feat.ESNE BELTZA]   希望100年後の世界

### Other Works
- Colla Bo Gumbos Vol.1

tr-8『ポケットの中』ソウル・フラワー・ユニオン&ザ・グルーヴァーズにcho.で参加
- Spike Bar Joint Compilation Vol.3

tr-9『太陽の子ども』